# Rettungsschwimmen

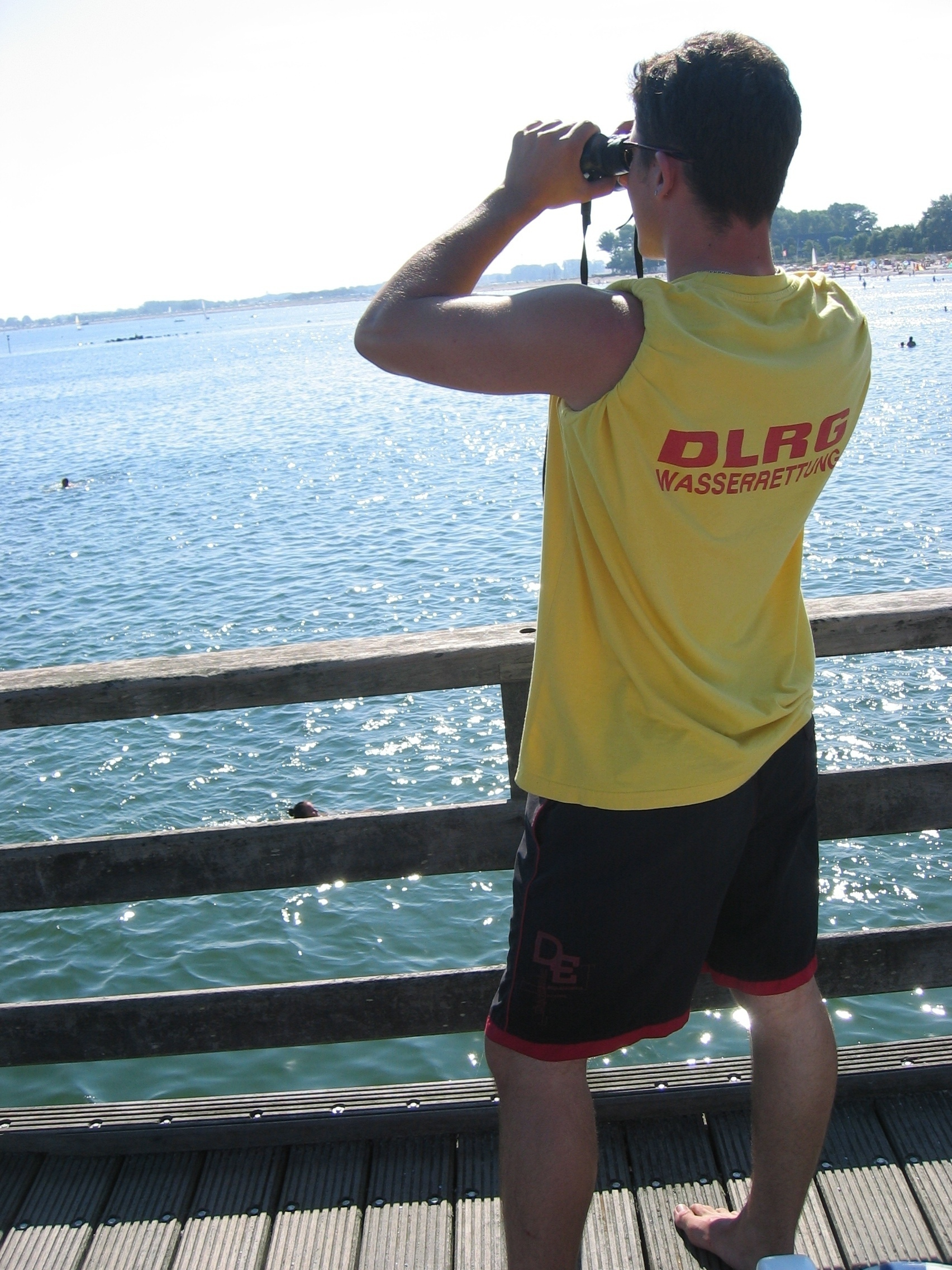
Ein Rettungsschwimmer der Deutschen Lebens-Rettungs-Gesellschaft (DLRG) bei der Arbeit

Das Rettungsschwimmen umfasst alle Tätigkeiten, die das direkte Ziel haben, in Not geratene Menschen im und am Wasser, durch nicht-schwimmerischen oder schwimmerischen Einsatz, aus ihrer Notlage zu befreien. Hierfür sind nicht nur körperliche Fitness, sondern auch theoretische und praktische Kenntnisse in der Erkennung, Entscheidung und Handlung bei Hilfeleistungen notwendig. Entsprechend ausgebildete Personen werden als Rettungsschwimmer bezeichnet, im professionellen Einsatz auch als Wasserretter.

## Rechtliche Grundlagen des Rettungsschwimmen in Deutschland
Der Gesetzgeber hat die Pflicht zur Hilfeleistung, beziehungsweise die Unterlassung der Hilfeleistung, im Strafgesetzbuch § 323c StGB „Unterlassene Hilfeleistung“ geregelt. Dieser Paragraph verpflichtet jeden zur Hilfeleistung. Jedoch darf dadurch eine andere Pflicht, wie beispielsweise die privatrechtliche Aufsichtspflicht, nicht verletzt werden. Einschränkungen gibt es jedoch auch, wenn beispielsweise die körperlichen Ebenbürtigkeit nicht vorhanden ist und dadurch keine Rettung möglich ist.
In Zeiten der modernen Kommunikation ist zumindest der Notruf bei Hilfeleistungen möglich, da ein Großteil der Bevölkerung ein Mobiltelefon besitzt. Im Übrigen funktioniert die Notrufnummer 112 in allen europäischen Ländern.
Da die Pflicht zur Hilfeleistung für jedermann gesetzlich bindend ist, hat der Gesetzgeber einen umfassenden Unfallschutz festgelegt. Hierbei handelt es sich um einen gesetzlichen Unfallversicherungsschutz (GUV), der den Helfer bei Unfällen während einer Hilfeleistung absichert.

## Gefahren beim Rettungsschwimmen
Selbst für ausgebildete und trainierte Rettungsschwimmer bedeutet ein schwimmerischer Einsatz Gefahr für Leib und Leben. Bei jeder Rettung geht der Eigenschutz des Rettungsschwimmers vor, selbst wenn dadurch die Rettung vorerst nicht erfolgen kann.
Dazu zählen Gefahren vor allem in natürlichen Gewässern, wie Wellengang und Gezeiten an Küstengewässern, Strömungen in Flüssen, Seen und Meeren. Besondere Gefahren drohen im Bereich baulicher Anlagen, wie beispielsweise Schleusen, Sperrmauern, Wehren und Hafenanlagen sowie durch Schiffsverkehr.
Von dem Ertrinkenden geht ebenfalls eine große Gefahr aus. Er kann leicht in Panik geraten, den Retter umklammern und unter Wasser drücken. Wenn der Retter in dieser Situation nicht richtig reagiert, kann er selbst ertrinken.

## Einsatz von Rettungsmitteln
In vielen Fällen ist ein schwimmerischer Einsatz zu vermeiden und mit Rettungsmitteln durchzuführen. Hierbei stehen dem Retter einfache Mittel, wie ein Stock oder Stab, eine Leiter oder andere Gegenstände, mit denen der Ertrinkende zu erreichen ist, zur Verfügung. Außerdem eignen sich alle schwimmfähigen Gegenstände, die zum Zeitpunkt der Rettung in greifbarer Nähe sind, selbst wenn sie ursprünglich nicht zum Retten vorgesehen waren. Sollte das Wasser flach genug sein, kann der Retter auch zum Verunglückten hinwaten.
An Seeufern, Hafenanlagen und Booten befinden sich oft geeignete Rettungsmittel, wie Rettungsring, Rettungsball oder Rettungswurfleine, die dem Ertrinkenden zugeworfen werden können. Rettungsringe und -bälle sind oft mit Leinen ausgestattet, welche eine Rettung von Land aus bequem möglich machen. Ohne große Eigengefährdung kann der Retter den Ertrinkenden an Land ziehen.

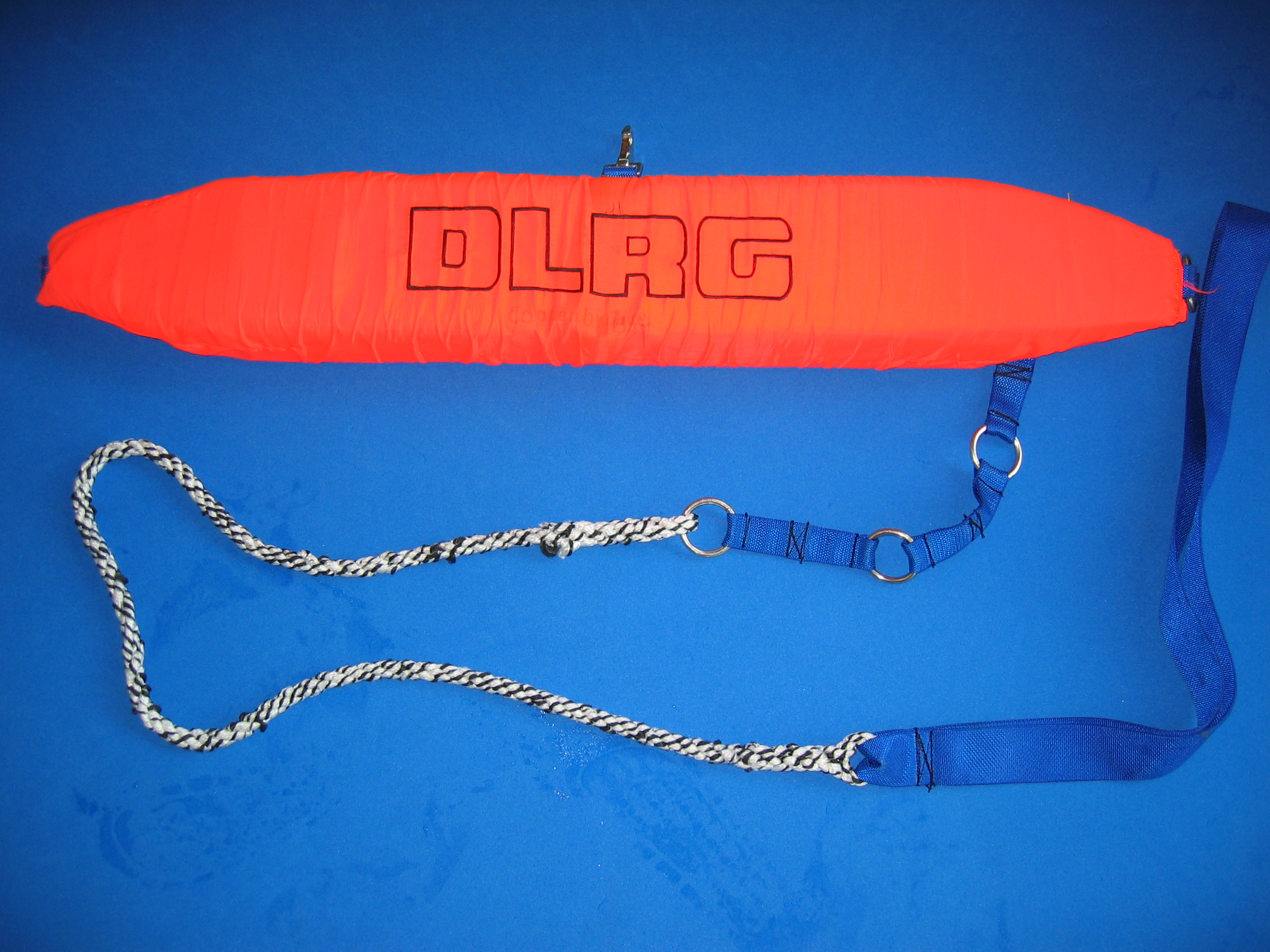
Ein Beispiel für ein Rettungsgerät – der Gurtretter

Für die Wasserrettung gibt es auch spezielle Rettungsmittel, die eigens für den schwimmerischen Einsatz entwickelt wurden. Rettungsringe und -bojen können einem Verunglückten zugereicht werden. Ein Gurtretter kann zusätzlich bei Notwendigkeit dem Verunglückten angelegt werden. Alle Geräte habe den großen Vorteil, dass kein direkter Kontakt zwischen Retter und Verunfalltem besteht. Bei starker Strömung, Brandung, bei der Eisrettung oder auch einem Taucheinsatz findet eine Rettungsleine mit oder ohne Gurt Anwendung. Dadurch kann der Rettungsschwimmer über eine direkte Verbindung zu einer zweiten Person an Land gesichert werden.
Wasserrettungsorganisationen setzen häufig Motorrettungsboote ein, da mit ihnen die Rettung schneller und sicherer möglich ist. Ein Verunfallter kann mit geringem Einsatz der Rettungskräfte gerettet und, falls nötig, an Bord medizinisch versorgt werden.

## Schwimmerischer Einsatz des Rettungsschwimmers
Ein Rettungsschwimmer sollte entweder selbst einen Notruf absetzen oder jemanden anweisen, dies zu tun. Bei einem schwimmerischen Einsatz kann es je nach Wetterlage und Temperatur notwendig sein, sich entweder zu entkleiden oder bei kälteren Wassertemperaturen leicht bekleidet ins Wasser zu begeben.
Bei einem schwimmerischen Einsatz finden oft Flossen Anwendung. Mit ihnen kann der Rettungsschwimmer eine Rettung schneller, kraftsparender und vor allem sicherer ausführen.
Die Rettungsschwimmausbildung ist sehr umfangreich, da zur Rettung wohl überlegt werden muss, wie die Rettung durchzuführen ist. Bereits beim Begreifen einer Notsituation muss sich der Rettungsschwimmer bewusst sein, wie er ins Wasser gelangt, wie er eine Person anschwimmt, womit er rechnen muss und wie er die Person sicher an Land bringen kann.

### Springen

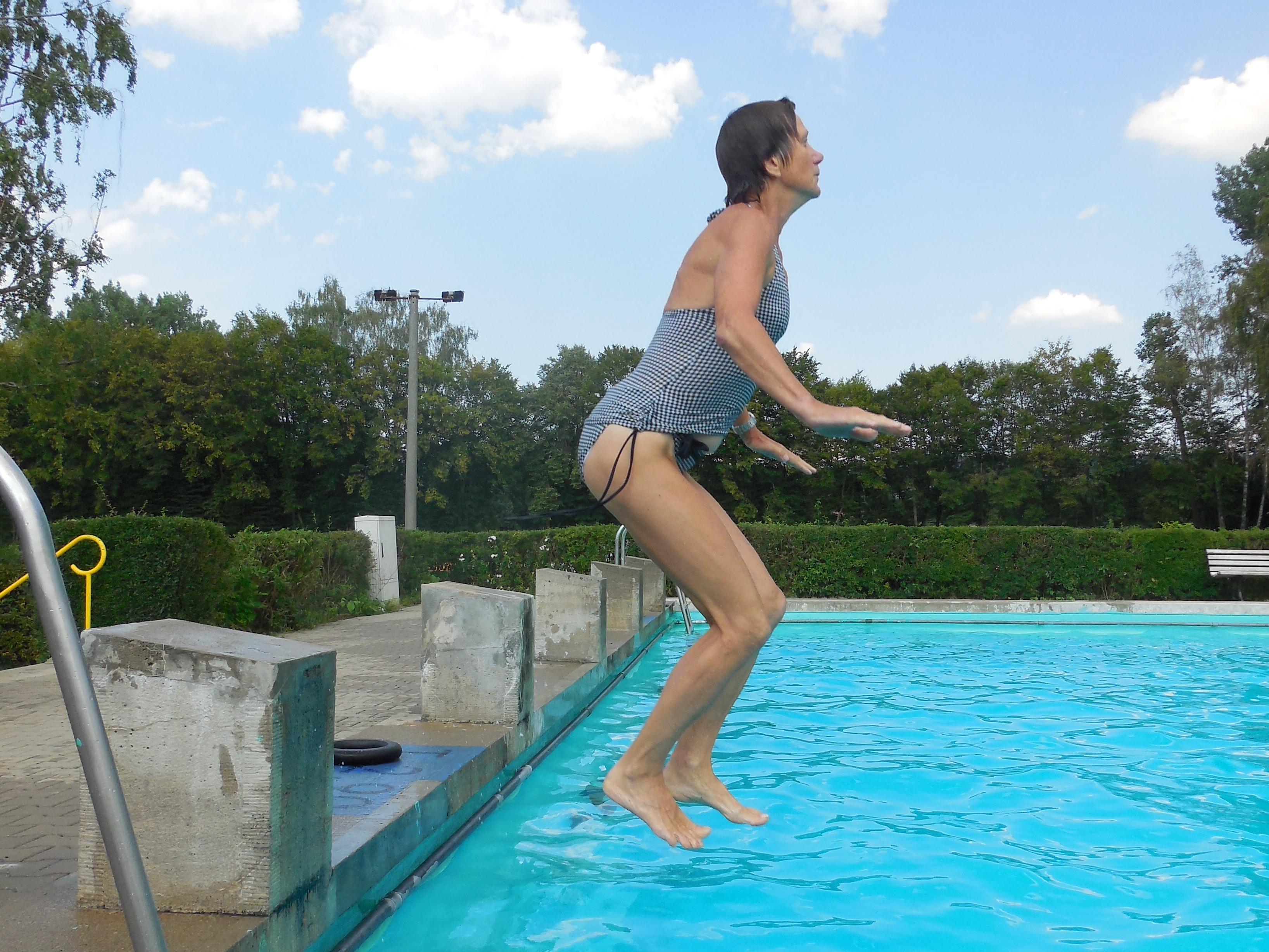
Sicherheits-Sprung

Um ins Wasser zu gelangen, wählt er den sichersten Weg und nicht zwangsläufig den schnellsten. Wenn es nicht möglich ist, ins Wasser zu klettern, ist der Rettungsschwimmer gezwungen, einen möglichst risikoarmen Sprung zu wählen.
Um die richtige Technik zu wählen, wird ein Rettungsschwimmer in verschiedenen Sprungtechniken ausgebildet und auf Gefahren aufmerksam gemacht. Bei unbekannten und trüben Gewässern hilft der Sicherheits-Sprung oder Paketsprung, um die Verletzungsgefahr durch geringe Wassertiefe oder Unterwassergegenstände zu verringern. Startsprung und Kopfsprung sind nur in bekannten und sicheren Gewässern anzuwenden.
In flachen Uferregionen (Strand) rennt der Rettungsschwimmer, bis das Wasser tiefer wird und geschwommen werden muss. Dabei springt er über die kleinen Wellen hinweg und taucht unter den großen hindurch, um dem Widerstand der Wellen zu entgehen und sich mit der Grundströmung, die sich unter den Wellen bildet, auf das Meer hinausziehen zu lassen.

### Anschwimmen

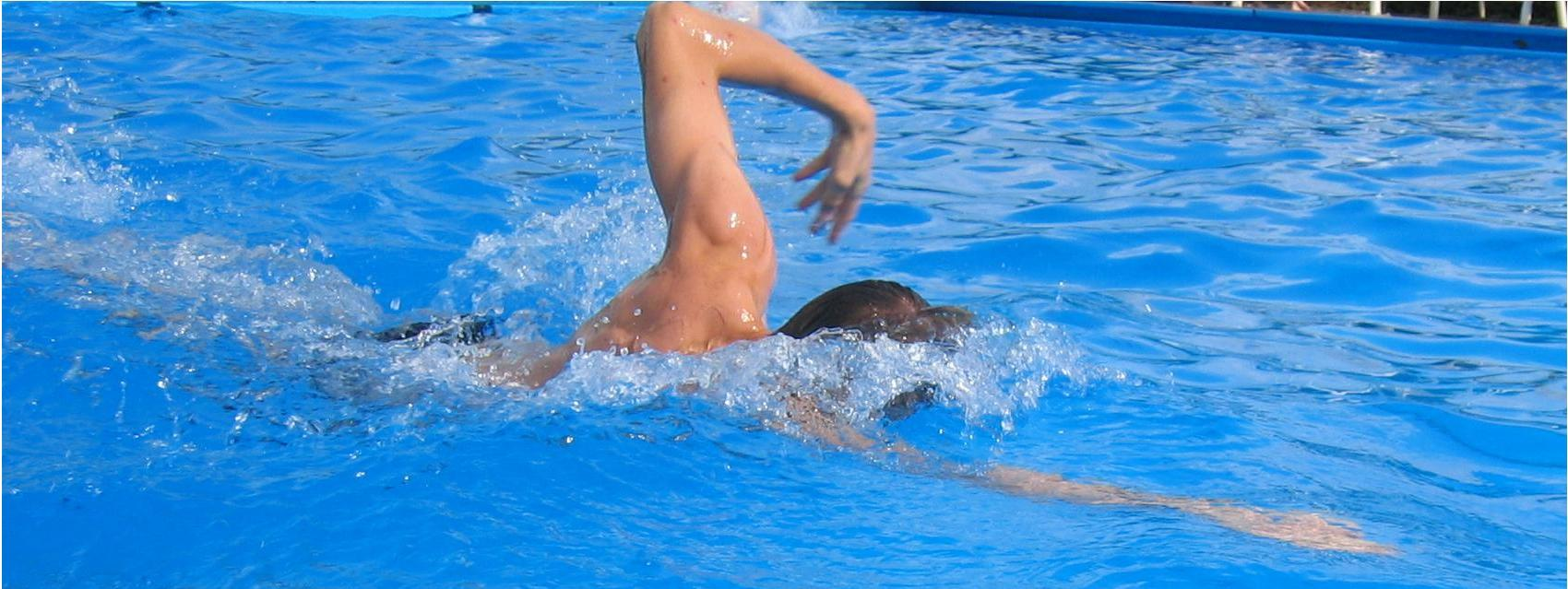
Kraulschwimmen

Das Anschwimmen einer verunfallten Person erfolgt in der Regel mit dem Kraulschwimmen, wobei alle Schwimmtechniken in Bauchlage genutzt werden können, um den Verunfallten im Blick zu behalten. Jedoch wird es dem Retter durch die Kopfhaltung beim Kraulschwimmen erschwert, den Ertrinkenden im Auge zu behalten. Er muss entweder den Kopf heben (Wasserballkraul) oder das Schwimmen regelmäßig unterbrechen, um seine Richtung zu kontrollieren und gegebenenfalls zu korrigieren. Insbesondere bei Wellengang ist ein Sichtkontakt zum Ertrinkenden oft nicht möglich. Der Retter muss sich dann an markanten Punkten, beispielsweise einem Steg oder Gebäude am Ufer, orientieren oder durch Zuruf von Land gelenkt werden. Hat der Rettungsschwimmer einen Helfer am Ufer, der ihm durch Armzeichen und Signalmittel die Richtung weist, sollte er die Strecke möglichst im sogenannten „Indianer-Kraul“ (besondere Schwimmtechnik, bei der etwa alle drei Armzüge zwischen Rücken- und Bauchlage im Wechsel und mittels halber Längsachsendrehung kraulgeschwommen wird) bewältigen, um einerseits schnell voranzukommen und um andererseits regelmäßig und ohne weitere Anstrengungen den Sichtkontakt zum Helfer am Ufer zu halten. Für einen Schwimmer ist es immer einfacher, Signale an Land zu beobachten, als andere Schwimmer oder auf dem Wasser befindliche Objekte zu beobachten, ohne sie aus den Augen zu verlieren. Bei zwei weiteren Helfern bietet sich die Benutzung der Kreuzpeilung an, um auch bei einem Abtauchen des Ertrinkenden den Retter einweisen zu können. Beim Anschwimmen teilt der Retter sich die Kraft so ein, dass er den Rückweg noch schafft, da der Verunfallte unter Umständen transportiert oder geschleppt werden muss.

### Transportieren und Schleppen einer Person

#### Transportieren
Ist ein Schwimmer erschöpft oder ermüdet und benötigt deswegen Unterstützung zum Erreichen des Ufers, werden Transporttechniken wie Schieben und Ziehen angewendet. Dabei muss der Schwimmer jedoch bei vollem Bewusstsein sein und sich selbstständig am Retter festhalten können.

##### Schieben
Beim Schieben liegt der Ermüdete in Rückenlage mit gegrätschten Beinen vor dem Retter im Wasser. Dieser schwimmt in Brustlage. Der Ermüdete stützt sich mit ausgestreckten Armen an den Schultern des Retters ab. Er kann vom Retter gut im Auge behalten werden.

##### Ziehen
Beim Ziehen hält sich der Ermüdete einfach in Bauchlage an den Schultern des in Brustlage schwimmenden Retters fest. Er kann die Rettung durch Beinarbeit erleichtern.

##### Transportieren mit zwei Rettern
Mit zwei Rettern kann die Floß-Technik angewendet werden. Dabei schwimmen beide Retter in Brusttechnik jeweils links und rechts neben dem Ermüdeten. Dieser hält sich mit ausgestreckten Armen an den Schultern der Retter fest. Er kann die Rettung durch Beinarbeit unterstützen.
Eine weitere Technik mit zwei Rettern ist die „Brücke“. Die Ausgangslage vom ersten Retter und dem Ermüdeten ist gleich wie beim Ziehen. Der zweite Retter schwimmt ebenfalls in Brustlage hinter dem Ermüdeten und nimmt dessen Füße auf seine Schulter und muss sein Tempo dem vorderen Retter anpassen.

#### Schleppen

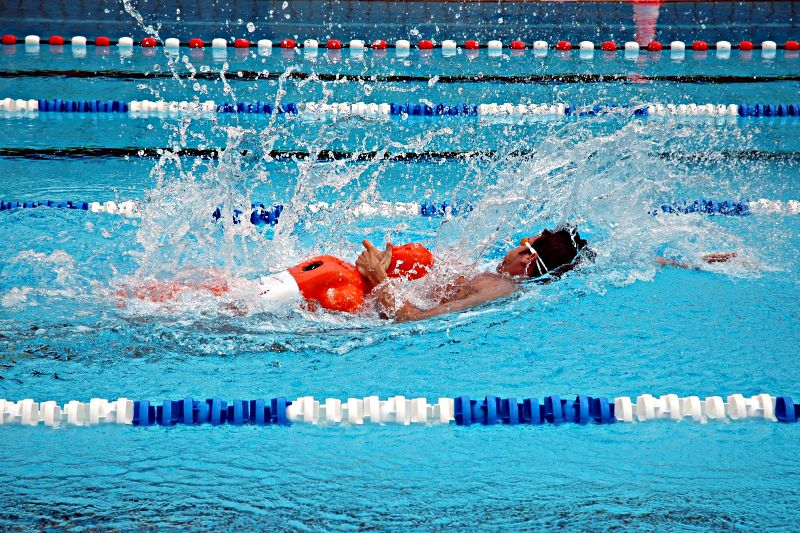
Die Disziplin Puppe schleppen bei Wettkämpfen im Rettungsschwimmen

Ist der Ertrinkende nicht mehr in der Lage, an seiner Rettung mitzuwirken, muss er geschleppt werden. Dieses kann wegen Bewusstlosigkeit oder Erschöpfung nötig sein.
Man unterscheidet Standard- und Fesselschleppgriffe. Bei beiden Techniken wird der Verunfallte auf dem Rücken geschleppt, damit der Retter das Gesicht des Verunfallten aus dem Wasser halten kann.
Das Schleppen ist anstrengender als das Transportieren, da der Retter nicht alle Körperteile zum Schwimmen benutzen kann.

##### Standardschleppgriffe

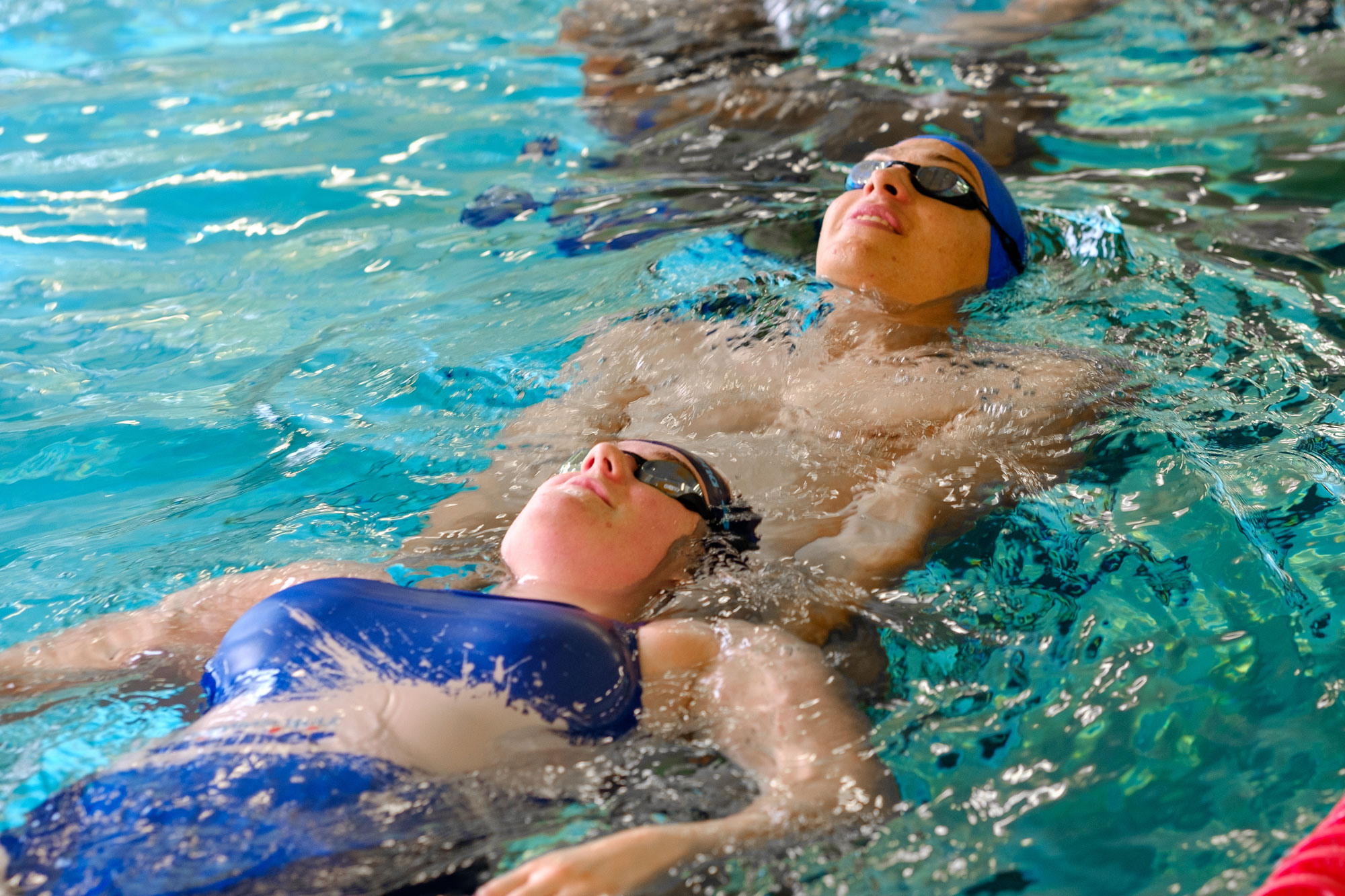
Zwei Schwimmlehrer üben den Achsel-Schleppgriff, eine Rettungstechnik.

Standardschleppgriffe sind nur dann anzuwenden, wenn keine Gefahr der Umklammerung durch den Ertrinkenden besteht. Dieses ist entweder bei Bewusstlosigkeit oder beim Abschleppen erschöpfter oder sich ruhig verhaltender Ertrinkender gegeben. Bei allen Schleppgriffen ist zu beachten, dass das Gesicht des Verunglückten immer über Wasser bleibt.

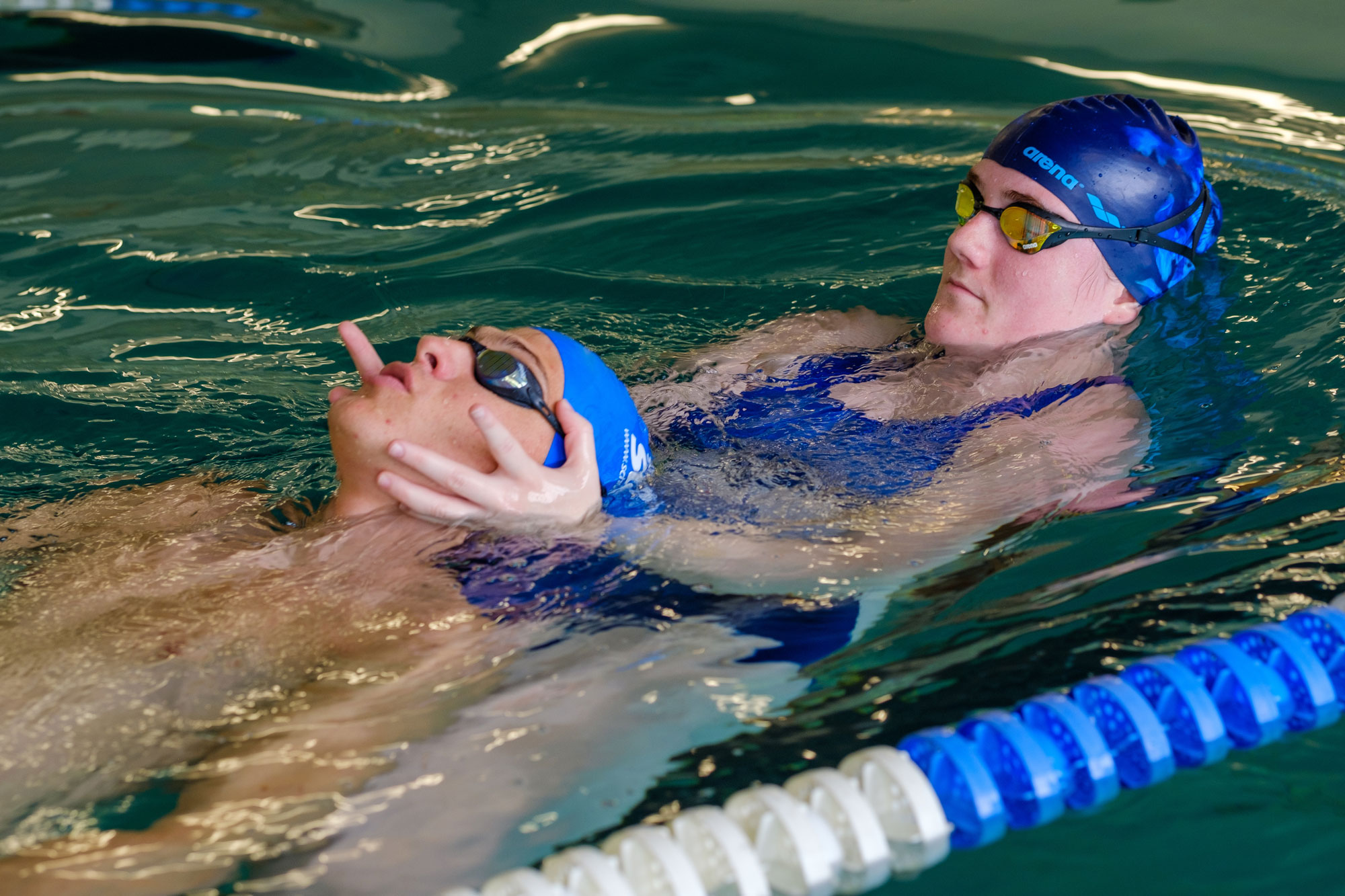
Zwei Schwimmlehrer üben den Kopf-Schleppgriff

Kopf-Schleppgriff
Im Kopf-Schleppgriff wird der Kopf des auf dem Rücken liegenden Ertrinkenden beidseitig umfasst. Auch der Retter befindet sich in Rückenlage. Die Fingerspitzen liegen am Kieferbogen, die Daumen an den Schläfen, die Ohren bleiben frei. Der Kopf wird hierdurch überstreckt und dadurch das Atmen erleichtert. Der Ertrinkende liegt hier sehr flach im Wasser. Dadurch wird das Schleppen erleichtert. Sinkt der Körper ab, so muss der Retter ihn durch vorsichtigen Druck des Knies in den Rücken des Ertrinkenden wieder anheben. Die Fortbewegung wird allein durch die Beine im Grätschschwung erreicht. Dieser ist vergleichbar mit der Beinbewegung des Brustschwimmens.
Stirn-Nacken-Griff
Beim Stirn-Nacken-Griff wird der Ertrinkende an der Stirn gefasst, die andere Hand unterstützt im Nacken. Ansonsten wird wie beim Kopfschleppgriff verfahren.
Wenn mehrere Retter sich beim Schleppen eines Ertrinkenden ablösen, sollen abwechselnd der Kopf-Schleppgriff und der Stirn-Nacken-Griff verwendet werden. Dadurch wird der Verunfallte nie losgelassen.
Achsel-Schleppgriff
Beim Achsel-Schleppgriff befinden sich wieder sowohl Retter als auch Ertrinkender in Rückenlage. Der Retter greift mit beiden Händen von unten in oder vor die Achselhöhlen des Ertrinkenden. Auch hier wird die Bewegung durch den Grätschschwung erreicht. Dieser Griff ist nicht für das Schleppen bewusstloser Verunfallter geeignet, da der Retter hier nicht das Gesicht des Bewusstlosen über Wasser halten kann und somit die Gefahr besteht, dass der Verunfallte Wasser schluckt und ertrinkt.
Brust-Schulter-Schleppgriff
Im Brust-Schulter-Schleppgriff umfasst der in Seitenlage schwimmende Retter den auf dem Rücken liegenden Ertrinkenden mit einem Arm diagonal über der Brust. Dadurch steht ein weiterer Arm zum Schwimmen zur Verfügung. Wie beim Achselschleppgriff ist auch dieser Griff nicht für das Schleppen Bewusstloser geeignet.

##### Fesselschleppgriffe
Zeigt der Ertrinkende Angst- und Panikreaktionen, muss zur eigenen Sicherheit ein Fesselschleppgriff angewendet werden. Dieser dient dazu, den Ertrinkenden in seiner Bewegungsfreiheit einzuschränken und den Retter vor Umklammerungen zu schützen.

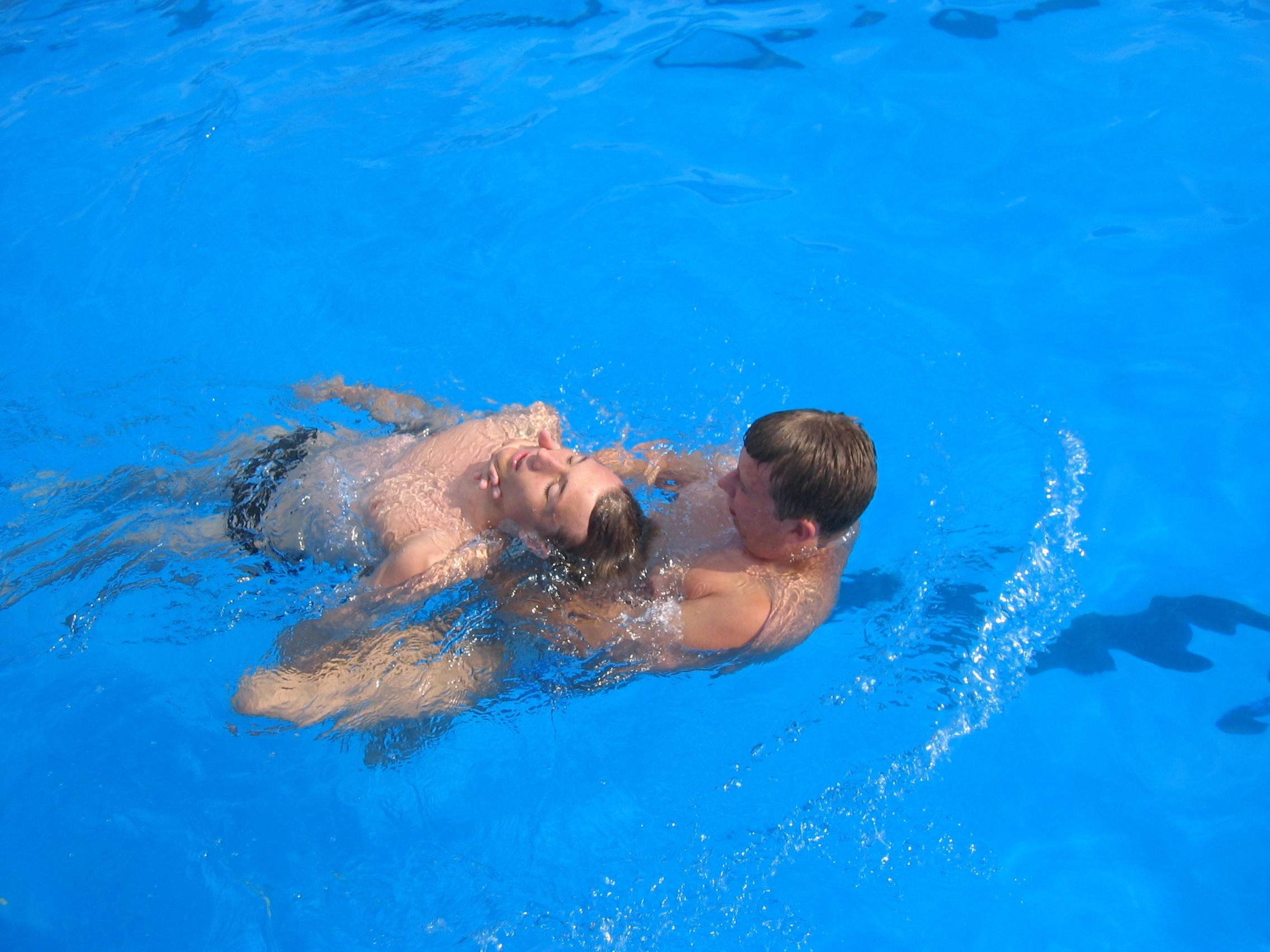
Zwei Rettungsschwimmer beim Üben des Fesselschleppgriffes

Standard-Fesselschleppgriff
Der Standard-Fesselschleppgriff stellt die Endphase aller Befreiungsgriffe dar. Der Retter und der Ertrinkende befinden sich in Rückenlage. Der Retter hält mit seiner rechten Hand die linke Hand (oder umgekehrt) des Ertrinkenden im Bereich der Schulterblätter auf dessen Rücken. Ansonsten gilt die Vorgehensweise des Kopf-Schleppgriffes. Der Retter sollte außerdem beachten, seitlich versetzt auf Seite des gehaltenen Armes zu schwimmen, da der Ertrinkende dem Retter noch mit dem anderen, uneingeschränkten Arm durch Schläge oder Klammerungsversuche gefährlich werden kann.
Seemanns-Fesselschleppgriff
Beim Seemanns-Fesselschleppgriff liegt der Ertrinkende auf dem Rücken. Der Retter schwimmt in Seitenlage neben ihm. Er greift mit seinem rechten Arm zwischen dem rechten Oberarm und dem Rücken des Verunglückten hindurch und erfasst dessen linken Oberarm. Mit dem Ellenbogen drückt er in den Rücken des Verunglückten und zieht dabei dessen Körper unter leichtem Anwinkeln des Armes zu sich heran. Der Griff kann auch seitenverkehrt durchgeführt werden, z. B. von einem Linkshänder.
Auch hier steht ein Arm zusätzlich zu den Beinen als Antrieb zur Verfügung und der Retter kann sich durch Vorwärtsschwimmen besser orientieren. Allerdings sollte beachtet werden, dass dieser Fesselschleppgriff nur eine geringe Sicherheit gegen Umklammerungen bietet.

##### Transportieren mit Rettungsgeräten
Hat der Retter einen Gurtretter oder eine Rettungsboje mitgenommen, kann sich der Verunfallte daran festhalten, und der Retter kann in einer beliebigen Schwimmtechnik an Land schwimmen, während der Verunfallte ihn durch Beinarbeit unterstützt. Dabei besteht aber die Gefahr, dass der Retter den Verunfallten verliert, falls dieser sich nicht mehr festhalten kann.
Das Rettungsbrett sieht wie ein Surfbrett aus. Es wird zur Überwindung größerer Distanzen in offenen Gewässern eingesetzt. Der Retter liegt darauf und paddelt mit den Armen zum Ertrinkenden hin. Der Ertrinkende kann auf dem Rettungsbrett zurücktransportiert werden. Vorteil ist der deutlich geringere Wasserwiderstand.
Mehr Informationen zu den einzelnen Rettungsgeräten gibt es in den entsprechenden Artikeln.

### Vermeidung und Befreiung von Umklammerungen

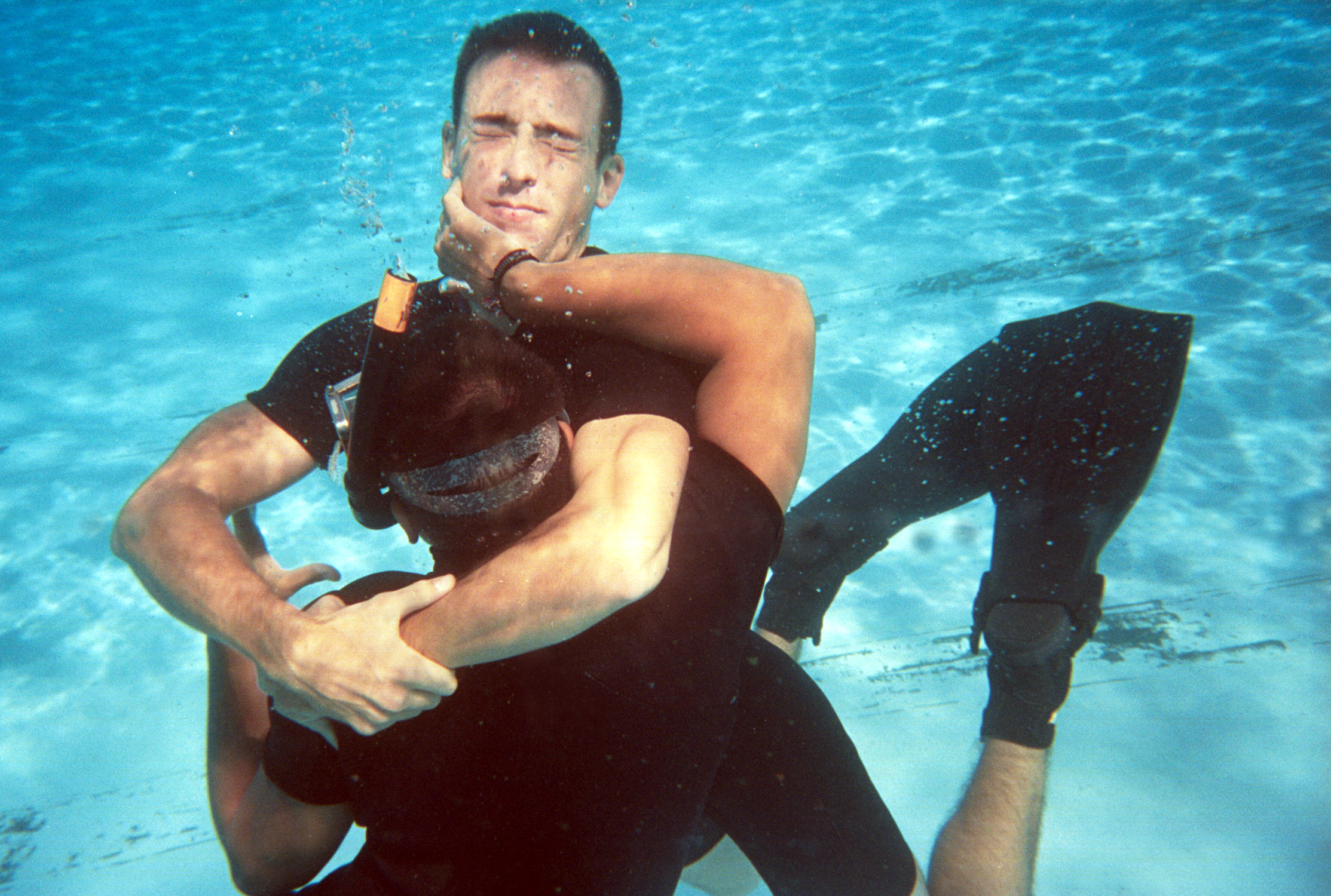
Der Rettungsschwimmer muss sich mit einem Befreiungsgriff aus der Umklammerung des zu Rettenden befreien

Ein Ertrinkender kann in Todesangst kurzzeitig übermäßige Kräfte entwickeln, die den Retter bei einer eventuellen Umklammerung in Lebensgefahr bringen. Deshalb sollte eine Umklammerung unter allen Umständen vermieden werden.
Zur Vermeidung von Umklammerungen sollten – wenn möglich – immer Hilfsmittel eingesetzt werden. Sind keine Hilfsmittel vorhanden oder muss aus Zeitnot sofort eingegriffen werden, sollte der Retter zunächst einen Sicherheitsabstand von 2–3 m bzw. etwa der doppelten Körperlänge des Ertrinkenden halten. Versucht der Ertrinkende den Retter frontal zu greifen, kann dies durch Wegdrücken oder Ab-/Wegdrücken abgewehrt werden. Kann der Retter den Ertrinkenden nicht durch Ansprechen beruhigen, sollte er die Person ermüden lassen und dann zu einem geeigneten Zeitpunkt schnell von hinten anschwimmen und in einen Fesselschleppgriff nehmen.
Sollte es dennoch zu einer Umklammerung kommen, muss der Rettungsschwimmer in der Lage sein, sich schnell und sicher aus dem Griff zu befreien. Das Befreien aus einer Umklammerung setzt nicht nur körperliche Ebenbürtigkeit in gewissem Maße, sondern auch Kenntnisse in den Befreiungstechniken voraus. Hierzu werden Rettungsschwimmer geschult, sich aus sechs verschiedenen Umklammerungen zu befreien. Es handelt sich dabei um den Halswürgegriff, die Halsumklammerung und die Bauchumklammerung jeweils von vorne und von hinten. Die Befreiungstechnik ist für alle Umklammerungsarten ähnlich und besteht im Wesentlichen aus der Freihaltung der eigenen Atemwege, der Lockerung der Umklammerung und der Befreiung mittels Hebeltechniken.

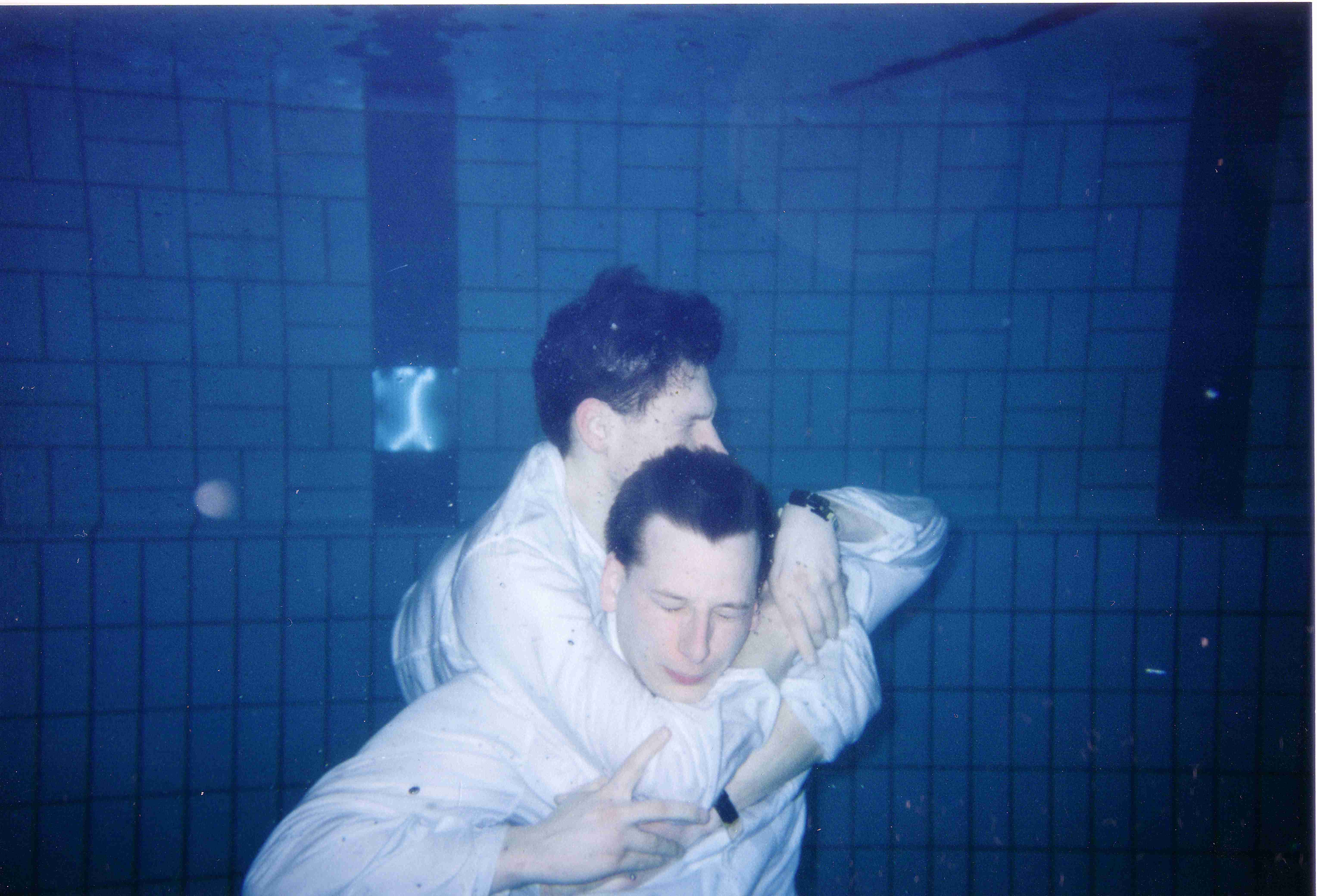
Befreiung aus der Halsumklammerung unter erschwerten Bedingungen mit Bekleidung

### Tauchen
Ist der Ertrinkende bereits untergegangen, bevor der Retter ihn erreicht, muss getaucht werden. Das Tauchen kann durch eine Grundausrüstung zum Tauchen (auch ABC-Ausrüstung genannt) erleichtert werden. Diese besteht aus Schnorchel, Tauchmaske und Taucherflossen.

#### Streckentauchen
Das Streckentauchen dient dazu, eine möglichst große Fläche mit einem Tauchgang abzusuchen. Die Technik des Tauchzugs ähnelt der des Brustschwimmens. Dabei ist die Beinbewegung und der Armzug bis auf Schulterhöhe bekannt. Jedoch werden die gestreckten Arme unterhalb der Körpermittelachse weiter nach hinten, bis zu den Oberschenkeln durchgedrückt und anschließend eine Gleitpause durchgeführt werden. Der Tauchzug wird auch als Schlüssellochzug bezeichnet da die Armbewegung von oben betrachtet der Form eines Schlüssellochs ähnelt.

#### Tieftauchen
Das Tieftauchen dient zur punktuellen Suche des Vermissten. Man kann kopf- oder fußwärts tauchen. Der Retter muss dabei darauf achten, dass ein Druckausgleich gemacht wird.
Um kopfwärts abzutauchen knickt der Oberkörper ab der Hüfte ab, die Arme gesteckt. Danach richtet man den Körper wie beim Handstand nach unten. Sobald die Füße unter Wasser sind, wird die gleiche Technik wie beim Streckentauchen angewendet, um den Grund zu erreichen.
Beim Fußwärtstauchen stößt sich der Retter im Wasser senkrecht mit den Armen und Beinen nach oben ab, um eine höhere Sinkgeschwindigkeit zu erreichen und steht senkrecht im Wasser. Der Abtrieb wird nur durch Armbewegung und Ausatmen erreicht. Die Geschwindigkeit ist langsamer, die erreichbaren Tiefen geringer. Allerdings kann man sich nach dem Greifen des Ertrinkenden direkt vom Grund abstoßen.

### Anlandbringen

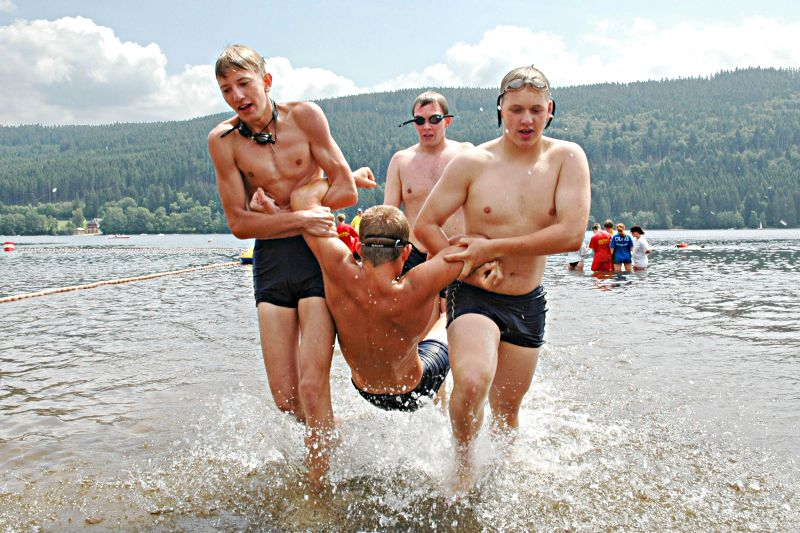
Rettungsschwimmer beim Anlandbringen eines Verletzten

Die Technik des Anlandbringens ist von der Beschaffenheit des Ufers abhängig. Es muss auch immer ein Kompromiss zwischen schonender und schneller Rettung gefunden werden.
An einem flachen, ebenen Ufer, z. B. Strand, wird der Retter den Ertrinkenden so bald wie möglich in den Rettungsgriff (auch als Rautek-Griff bezeichnet) nehmen und ihn rückwärts gehend an Land ziehen. Steht ein zweiter Retter zur Verfügung kann er das Anlandbringen durch Tragen der Füße unterstützen.
Ist das Ufer flach und uneben, z. B. am Felsstrand oder Treppe im Schwimmbad, wird der Retter den Verunglückten über die Schulter gelegt an Land tragen (Schultertragegriff, auch Feuerwehrgriff genannt).
An einem steilen Ufer, das nicht hoch über das Wasser hinausragt, z. B. der Rand eines Schwimmbeckens, wird der Ertrinkende im Kreuzhebegriff gehoben. Hierzu positioniert der Retter den Verunfallten mit dem Bauch zum Beckenrand und legt die Arme des Verunfallten auf diesen. Dabei sind die Handgelenke übereinander gelegt. Dann kann der Retter das Wasser verlassen, indem er sich mit einer Hand auf den Handgelenken des Verunfallten abstützt, damit dieser nicht zurück ins Wasser gleiten kann. Hat der Retter das Wasser verlassen, umfasst er die beiden Handgelenke des Verunfallten. Dabei sind die Arme des Verunfallten überkreuz gelegt. Nun kann der Retter den Verunfallten mit einem Ruck aus dem Wasser ziehen. Durch die überkreuzten Arme dreht der Verunfallte sich während des Herausziehens und kommt dann auf dem Beckenrand zum Sitzen. Dann kann der Retter ihn mit dem Rettungsgriff weiter vom Rand wegtransportieren.
In der Praxis kann das Anlandbringen mit dem Kreuzgriff sich sehr schwer gestalten. Die Mitarbeit, die der „Ertrinkende“ in Übungen zeigt, um sich am Beckenrand nicht zu verletzen, fehlt bei realen Verunfallten. Dadurch muss der Retter das Gesäß des Verunfallten bis zum Beckenrand hochziehen, um nicht den Rücken des Verunfallten über den harten Beckenrand zu ziehen. Besser ist es hier, mit zwei Rettern zu arbeiten.
Muss das Anlandbringen über eine Leiter erfolgen, z. B. an Hafenmauern, wird der Ertrinkende ebenfalls auf die Schulter genommen. Hierzu stellt der Retter einen Fuß auf die Leiter und lässt den Verunfallten auf seinem Knie „reiten“. Dann taucht er kurz ab und nimmt den Ertrinkenden auf die Schulter. Anschließend steigt er die Leiter hoch.
Nach dem Anlandbringen müssen die Retter Erste Hilfe leisten und Maßnahmen nach Bedarf durchführen.

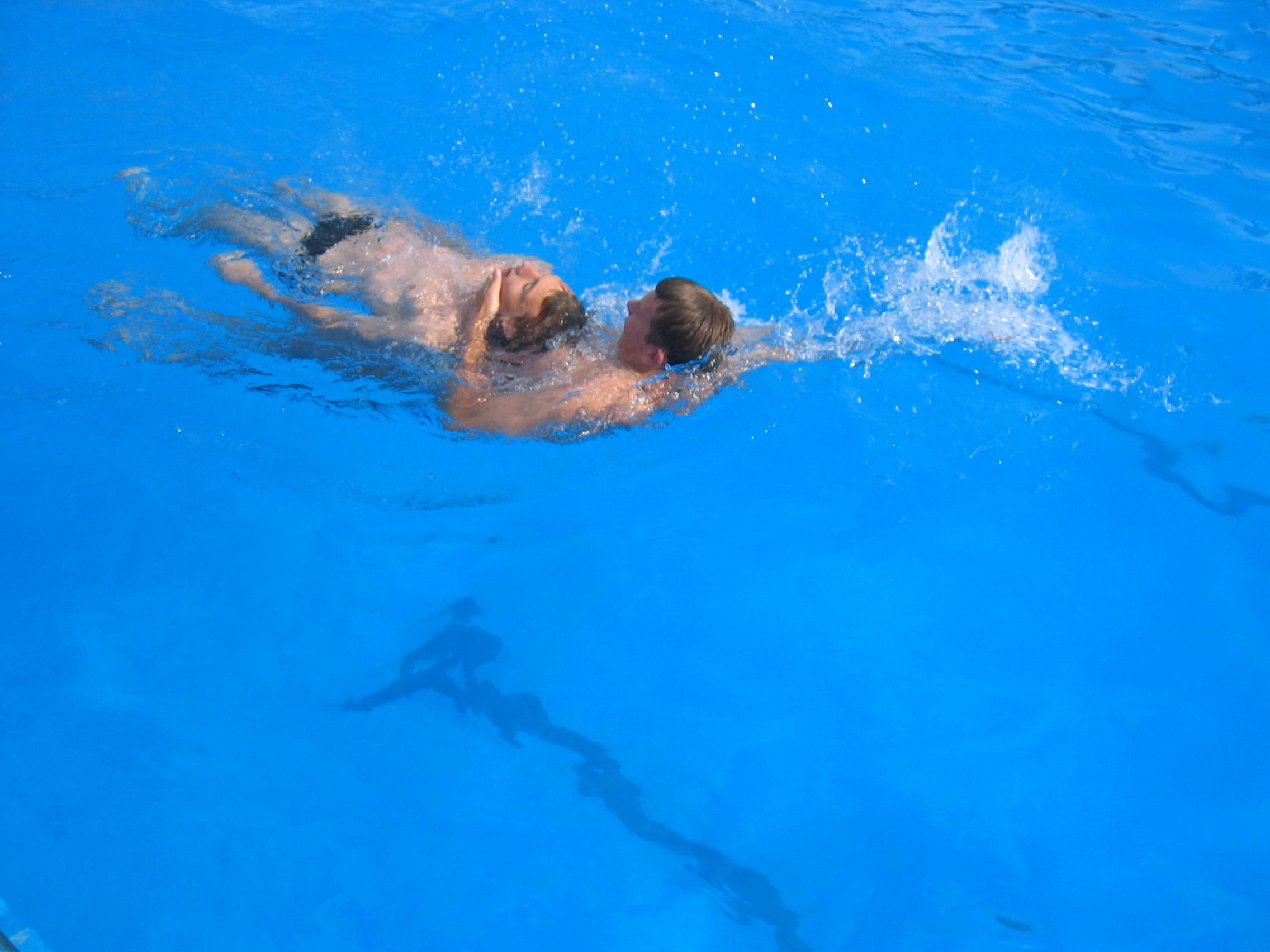
Zwei Rettungsschwimmer beim Üben von Schleppgriffen

## Training
Das Rettungsschwimmen ist mit großen körperlichen Anstrengungen verbunden. Außerdem setzen insbesondere die Befreiungsgriffe, das Schleppen und der Umgang mit Rettungsgeräten ein Beherrschen der Technik voraus.
Daher sollte ein Rettungsschwimmer sich durch Training fit halten. Es bietet sich an, durch Schwimmen Kraft, Ausdauer und Kraftausdauer zu trainieren. Auch das Tauchen sollte immer wieder geübt werden, genauso wie die Befreiungsgriffe.

## Wettkämpfe
Viele Rettungsschwimmer messen sich auch in Wettkämpfen, um ihre Leistungen zu vergleichen. Auf diese wird im Artikel Rettungssport näher eingegangen.

## Organisationen
Die Ausbildung im Rettungsschwimmen wird hauptsächlich von den Wasserrettungsorganisationen durchgeführt. In Deutschland sind dies unter anderem der Arbeiter-Samariter-Bund, die Deutsche Lebens-Rettungs-Gesellschaft, die RSSO Rettungs-Schwimm-Sport-Organisation und die DRK-Wasserwacht, in Österreich die Arbeitsgemeinschaft Österreichisches Wasserrettungswesen, in der Schweiz die Schweizerische Lebensrettungs-Gesellschaft.

## Qualifikationen

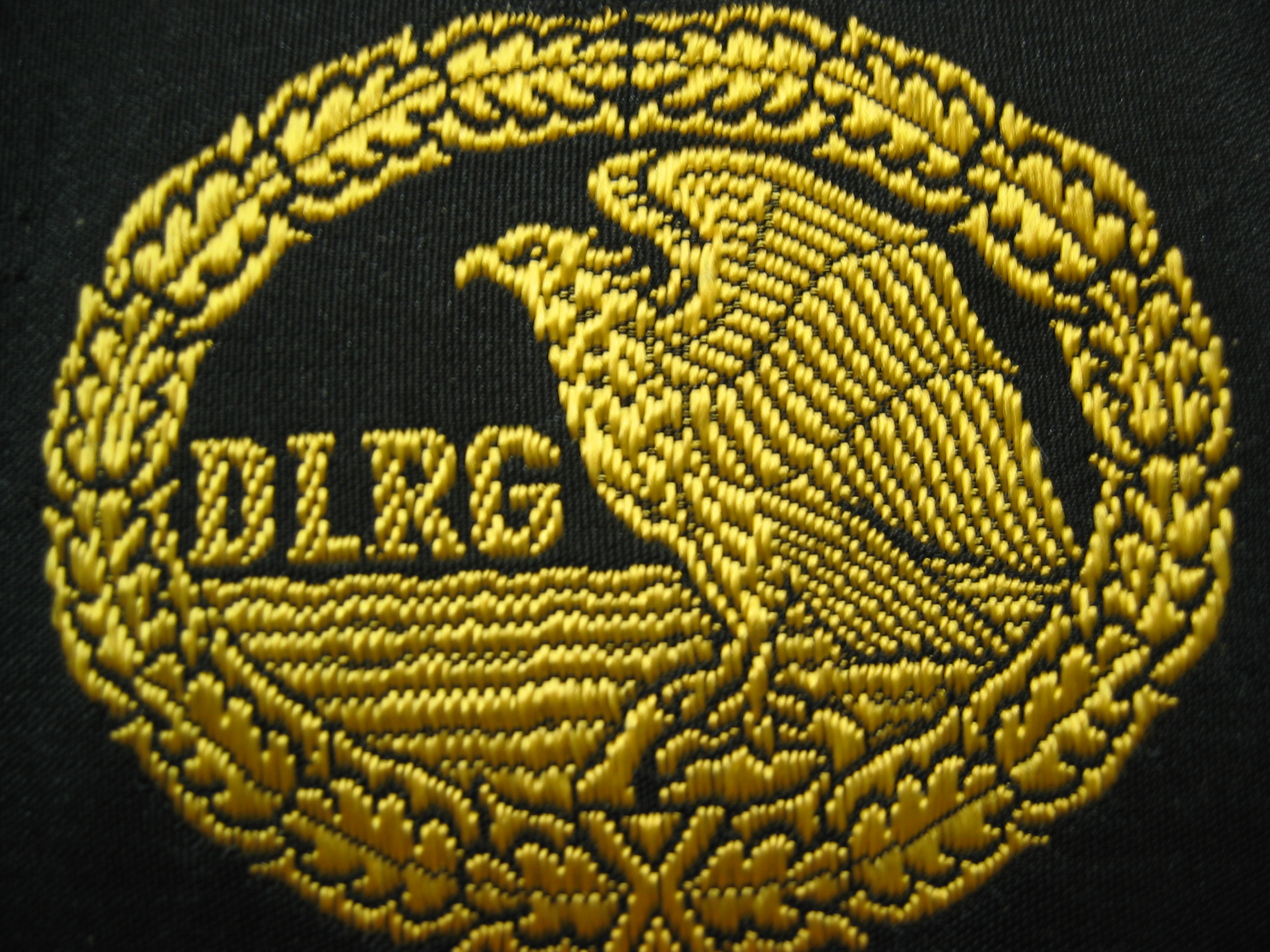
Rettungsschwimmabzeichen Gold der DLRG

Aktive oder zukünftige Rettungsschwimmer können in Deutschland, Österreich und der Schweiz verschiedene Qualifikationen erwerben, um die nötigen Fähigkeiten zum Rettungsschwimmen zu erwerben oder vorhandene zu verbessern. Neben den Rettungsschwimmabzeichen als Grundausbildung bieten alle Wasserrettungsorganisationen zur Fortbildung des Rettungsschwimmers weiterführende Ausbildungen an (z. B. die Ausbildung zum Wasserretter). Oftmals gibt es auch Spezialisierungslehrgänge für bestimmte Einsatzsituationen oder -orte wie den Strömungsretter.